# Шпильканя (річка)
Шпильканя — річка в Україні, у Міжгірському районі Закарпатської області, права притока Озерянки (басейн Дунаю).

## Опис
Довжина річки приблизно 3 км. Формується з багатьох безіменних струмків та правої притока Кефані.

## Розташування
Бере початок на південний захід від села Береги. Тече преважно на південний схід і впадає у річку Озерянку, ліву притоку Тереблі.
Річка тече повністю в межах Національного природного парку «Синевир».